# Le Maître ignorant
Le Maître ignorant est un livre du philosophe français Jacques Rancière, publié en 1987 aux éditions Fayard. Dans celui-ci l'auteur fait un retour sur le contenu et l'actualité de la pédagogie de Joseph Jacotot.
Rancière, par la voix de Jacotot, critique la situation pédagogique classique, dans laquelle l'élève s'en remet au maître. L'émancipation intellectuelle n'est possible que si l'élève se met lui-même à mobiliser ses capacités de réflexion, ce qui n'est jamais autant le cas que lorsque le maître ignore ce qu'il enseigne, d'où le titre du livre. Le maître — s'il en faut un — n'est là que pour surveiller que l'élève fait réellement son travail, c'est-à-dire réfléchit et tâche d'apprendre.

## Contexte et débat
Le livre de Jacques Rancière a fait redécouvrir l’œuvre d'un pédagogue oublié depuis la publication du Dictionnaire de pédagogie et d'instruction primaire de Ferdinand Buisson il y a un siècle. Son ouvrage a été réédité ; puis une première édition de poche est sortie en 2004 ; la dernière date de 2015. 
Il a suscité de nombreuses réactions, en particulier :
- Rancière et Jacotot, une critique du concept d'autorité par Maria Beatrix Greco en 2007[1] ;
- Télémaque au cœur de la « méthode » Jacotot, par Javier Suso Lopez en 2003[2] ;
- Calypso ne pouvait se consoler du départ d'Ulysse : l'île de l'égalité, par Stéphane Douailler en 2005[3].

Alain Vergnioux de l'Université de Caen insiste sur le choix par Jacotot du roman de Fénelon en 1823 dans son projet d’enseignement universel : le Dauphin devait y trouver l’essentiel de son éducation. C'est un livre clos sur lui-même qui est aussi le livre du monde, le point de départ d’une encyclopédie universelle dans la perspective intellectuelle et politique de l’émancipation des peuples, notions au cœur de la pensée de Rancière.
Certains auteurs voient dans les choix pédagogiques et philosophiques exposés dans Le Maître ignorant et dans les principes de Jacotot sur l'émancipation intellectuelle un guide pour les métiers de l'accompagnement tels le "coaching" : Joseph Jacotot, un coach au XIXe siècle par Arnaud Tonnelé.
Une récente analyse du mode de gouvernance de Wikipédia par D. Cardon y fait référence.